# Karl Lignell
Karl Lignell, född 23 augusti 1893 i Brunflo församling, Jämtlands län, död 19 juli 1987 i Högalids församling i Stockholm, var en svensk ingenjör.
Karl Lignell var son till bankdirektören Carl Eugén Lignell samt bror till ingenjören och uppfinnaren Anders Lignell. Efter maskiningenjörsexamen i Tyskland 1914 arbetade han som konstruktör och verkstadsingenjör vid olika flygplansfabriker där. År 1919 återkom han till Sverige som flygingenjör vid Svenska Lufttrafik AB, och 1922–1923 var han teknisk kommissarie vid den stora luftfartsutställningen i Göteborg och därutöver chef för AB Göteborgs luftdroskor. Han innehade en egen bilfirma 1923–1924, tjänstgjorde 1925 en tid som chefsingenjör vid flygbolaget Nederlandsche Wereldverkeer i Amsterdam, kom samma år till AB Aerotransport som dess tekniske chef och överingenjör och var från 1946 verkställande direktör för bolaget. Lignell bidrog till att göra den svenska flygtrafiken känd över hela Europa. För sina insatser inom flygväsendet erhöll han flera förtjänstmedaljer av olika flygsammanslutningar. Han är begravd på Norra begravningsplatsen i Östersund.